# 布拉 (泰塔塔維塔郡)

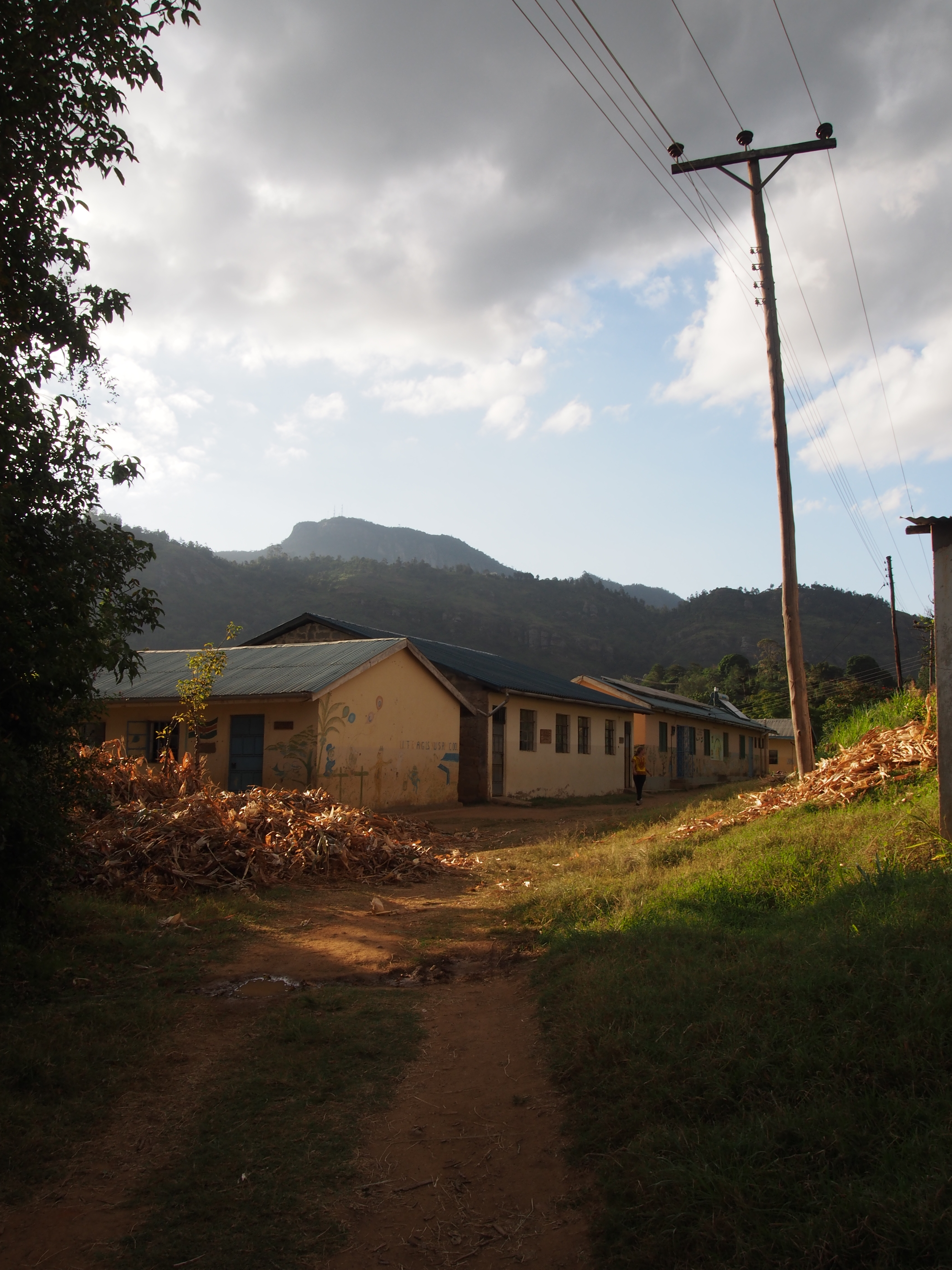

布拉，是肯尼亞的城鎮，位於該國南部泰塔山地區，由濱海省的泰塔塔維塔郡負責管轄，距離印度洋約96公里，處於姆瓦塔泰以西。